# スリランカの在外公館の一覧

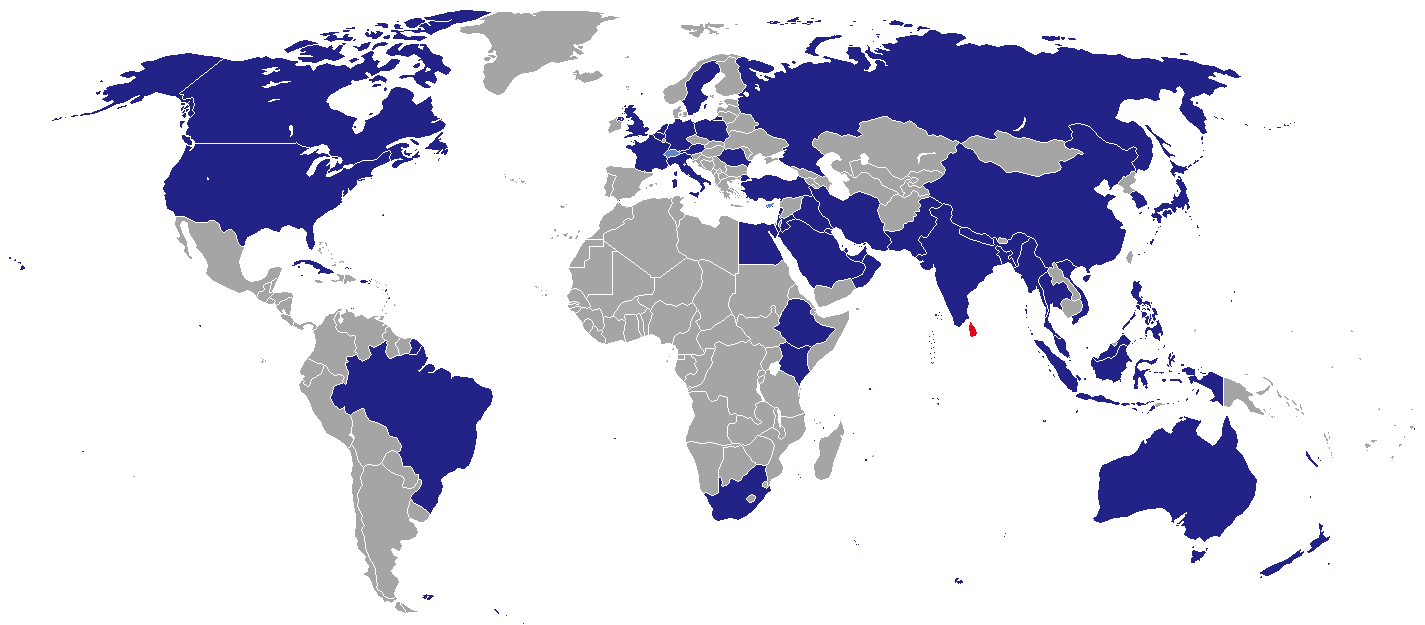
スリランカの在外公館が設置されている国

スリランカの在外公館の一覧では、スリランカが派遣している外交使節団（大使館、総領事館等）の一覧を挙げる。

## アフリカ
- エジプト
  - カイロ（大使館）
- エチオピア
  - アディスアベバ （大使館）
- ケニア
  - ナイロビ（高等弁務官事務所）
- ナイジェリア
  - アブジャ（高等弁務官事務所）
- セーシェル
  - ヴィクトリア（高等弁務官事務所）
- 南アフリカ共和国
  - プレトリア（高等弁務官事務所）

## アメリカ大陸
- ブラジル
  - ブラジリア（大使館）
- カナダ
  - オタワ（高等弁務官事務所）
  - トロント（総領事館）
- キューバ
  - ハバナ（大使館）
- アメリカ合衆国
  - ワシントンD.C. （大使館）
  - ロサンゼルス（総領事館）
  - ニューヨーク（総領事館）

## アジア
| - バーレーン - マナーマ （大使館） - バングラデシュ - ダッカ（高等弁務官事務所） - 中国 - 北京（大使館） - 成都（領事館）（閉鎖） - 広州（総領事館） - 上海（総領事館） - インド - ニューデリー（高等弁務官事務所） - チェンナイ（副高等弁務官事務所） - ムンバイ（総領事館） - インドネシア - ジャカルタ（大使館） - イラン - テヘラン（大使館） - イラク - バグダード（大使館） - イスラエル - テルアビブ（大使館） - 日本 - 東京（大使館） - ヨルダン - アンマン（大使館） - クウェート - クウェート市（大使館） - レバノン - ベイルート（大使館） - マレーシア - クアラルンプール （高等弁務官事務所） - モルディブ - マレ（高等弁務官事務所） | - ミャンマー - ヤンゴン（大使館） - ネパール - カトマンズ（大使館） - オマーン - マスカット（大使館） - パキスタン - イスラマバード（高等弁務官事務所） - カラチ（総領事館） - パレスチナ - ラマッラー（代表事務所） - フィリピン - マニラ（大使館） - カタール - ドーハ（大使館） - サウジアラビア - リヤド（大使館） - ジッダ（総領事館） - シンガポール - シンガポール（高等弁務官事務所） - 韓国 - ソウル（大使館） - タイ - バンコク（大使館） - トルコ - アンカラ（大使館） - アラブ首長国連邦 - アブダビ（大使館） - ドバイ（総領事館） - ベトナム - ハノイ（大使館） |

## ヨーロッパ
- オーストリア
  - ウィーン（大使館）
- ベルギー
  - ブリュッセル（大使館）
- キプロス
  - ニコシア（総領事館）[1]
- フランス
  - パリ（大使館）
- ドイツ
  - ベルリン（大使館）
  - フランクフルト（総領事館）
- イタリア
  - ローマ（大使館）
- オランダ
  - ハーグ （大使館）
- ノルウェー
  - オスロ（大使館）
- ポーランド
  - ワルシャワ（大使館）
- ロシア
  - モスクワ（大使館）
- スウェーデン
  - ストックホルム（大使館）
- スイス
  - ジュネーヴ（総領事館）
- イギリス
  - ロンドン（高等弁務官事務所）

## オセアニア
- オーストラリア
  - キャンベラ（高等弁務官事務所）
  - シドニー（総領事館）
  - メルボルン（総領事館）

## 国際機関代表部
- ジュネーヴ（ジュネーブ国際機関スリランカ政府代表部）
- ニューヨーク（国際連合スリランカ政府代表部）
- ウィーン（ウィーン国際機関スリランカ政府代表部）

## ギャラリー

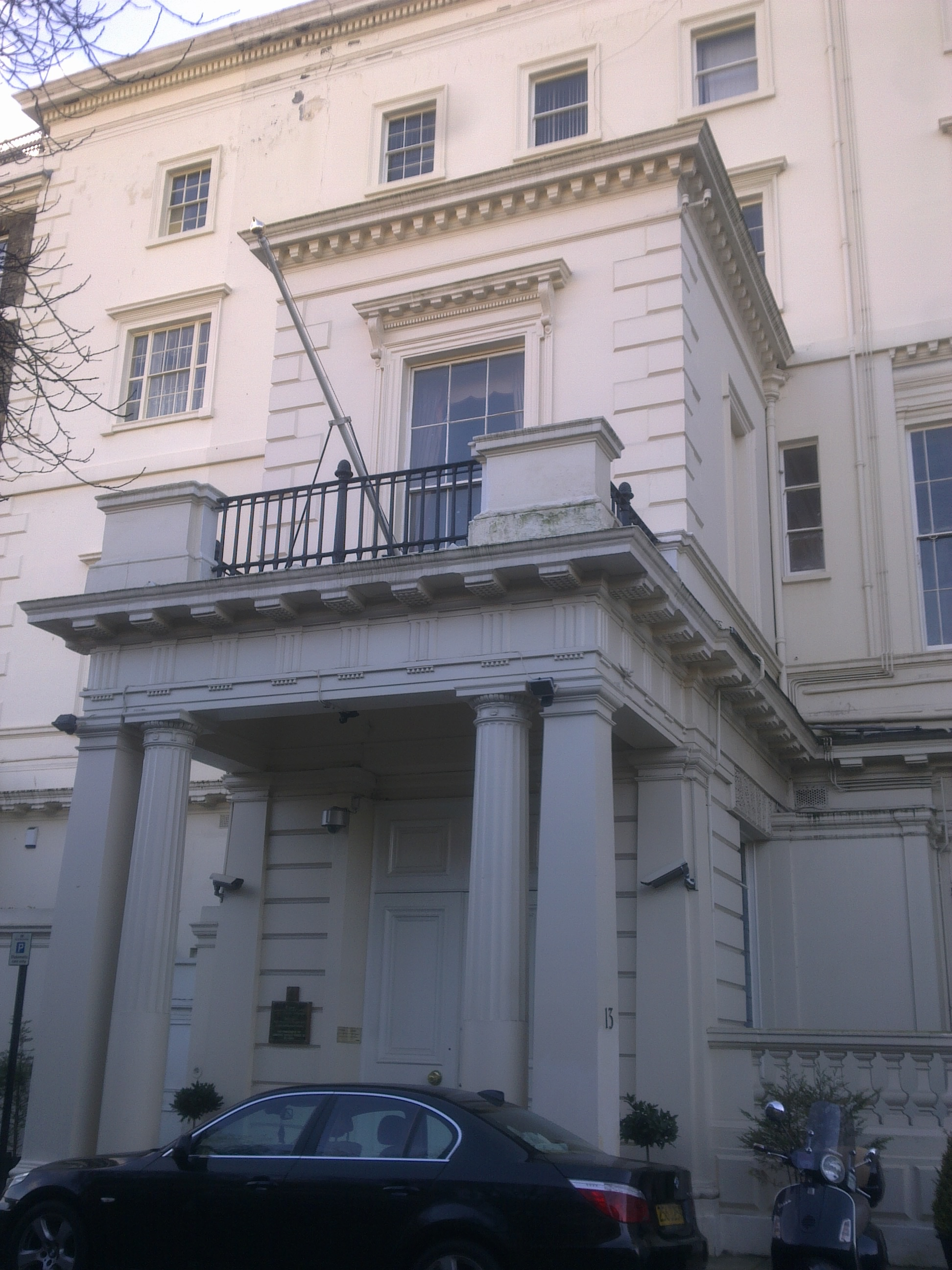
在イギリス高等弁務官事務所（ロンドン）
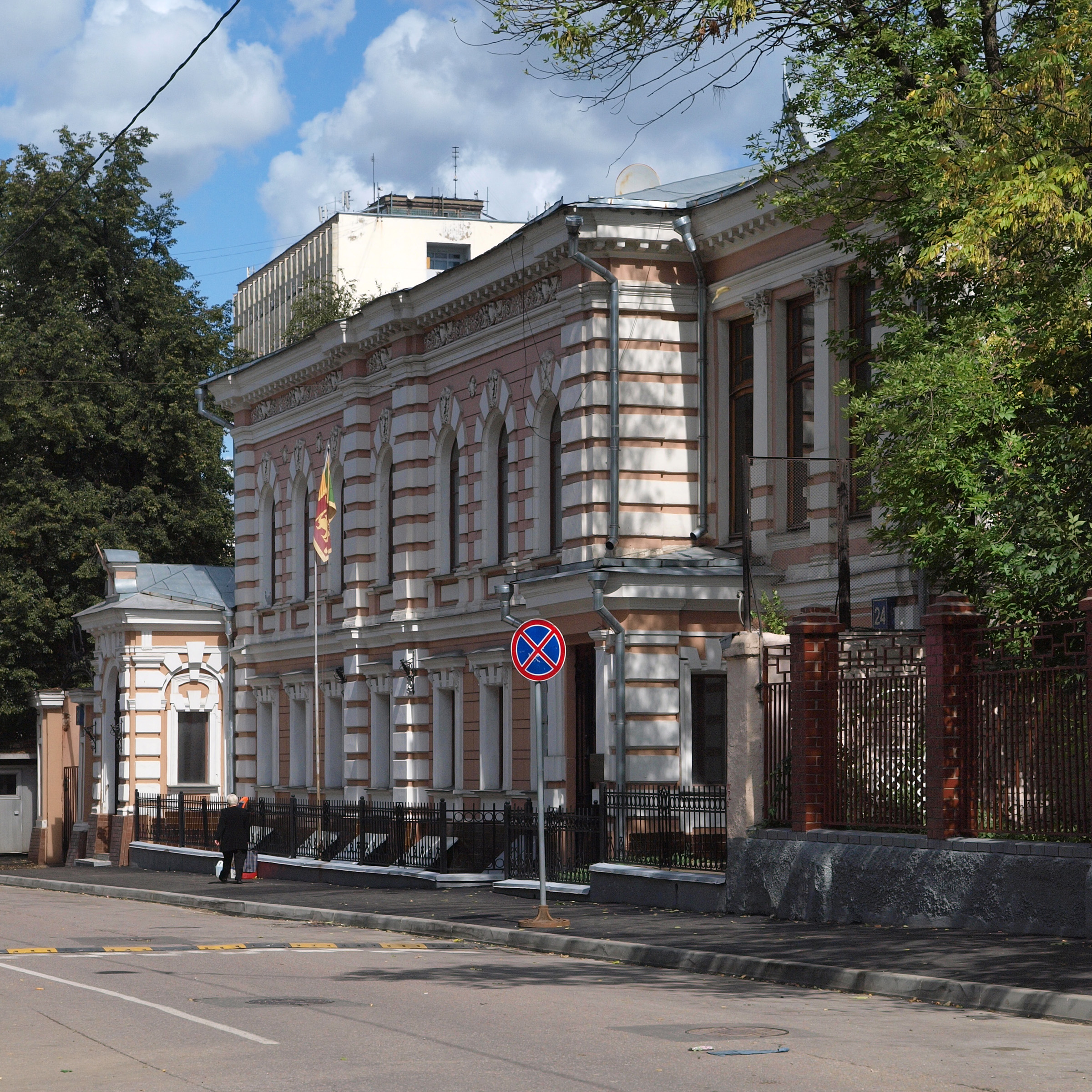
在ロシア大使館（モスクワ）
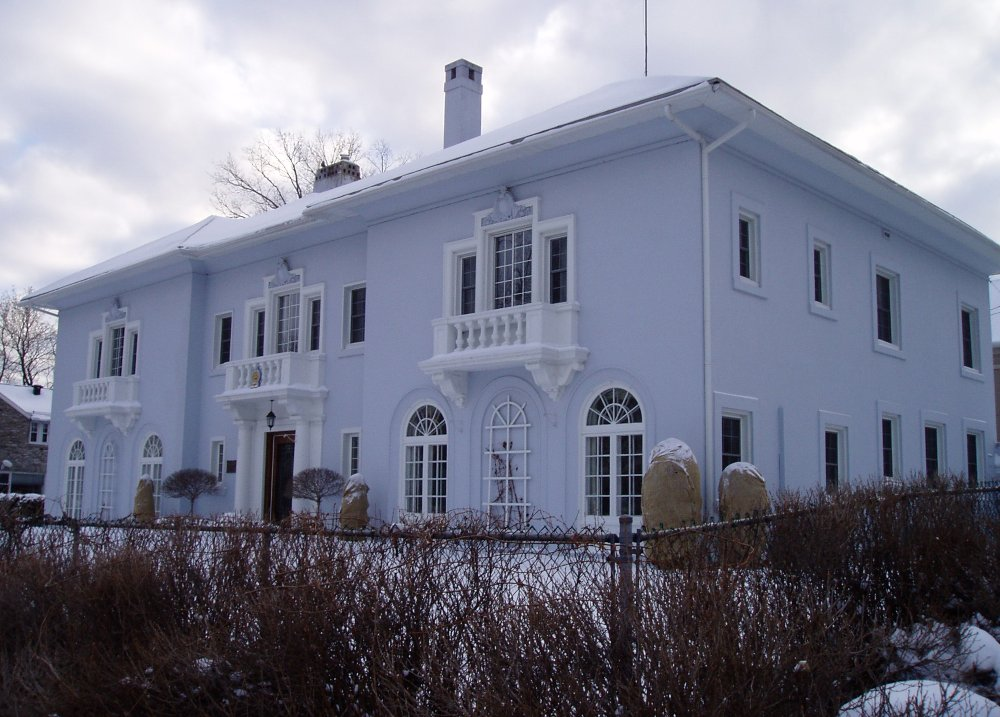
在カナダ高等弁務官公邸（オタワ）
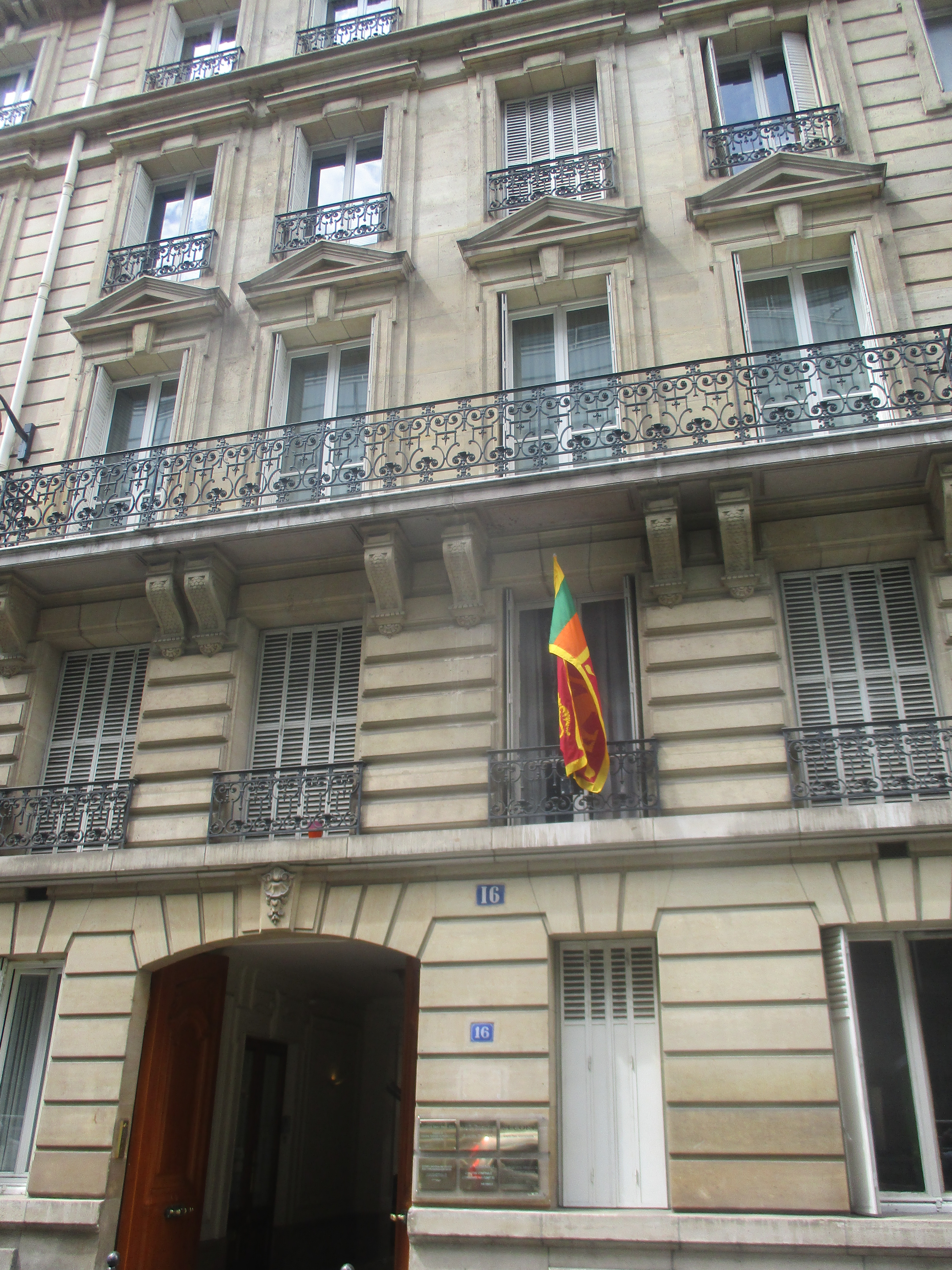
在フランス大使館（パリ）
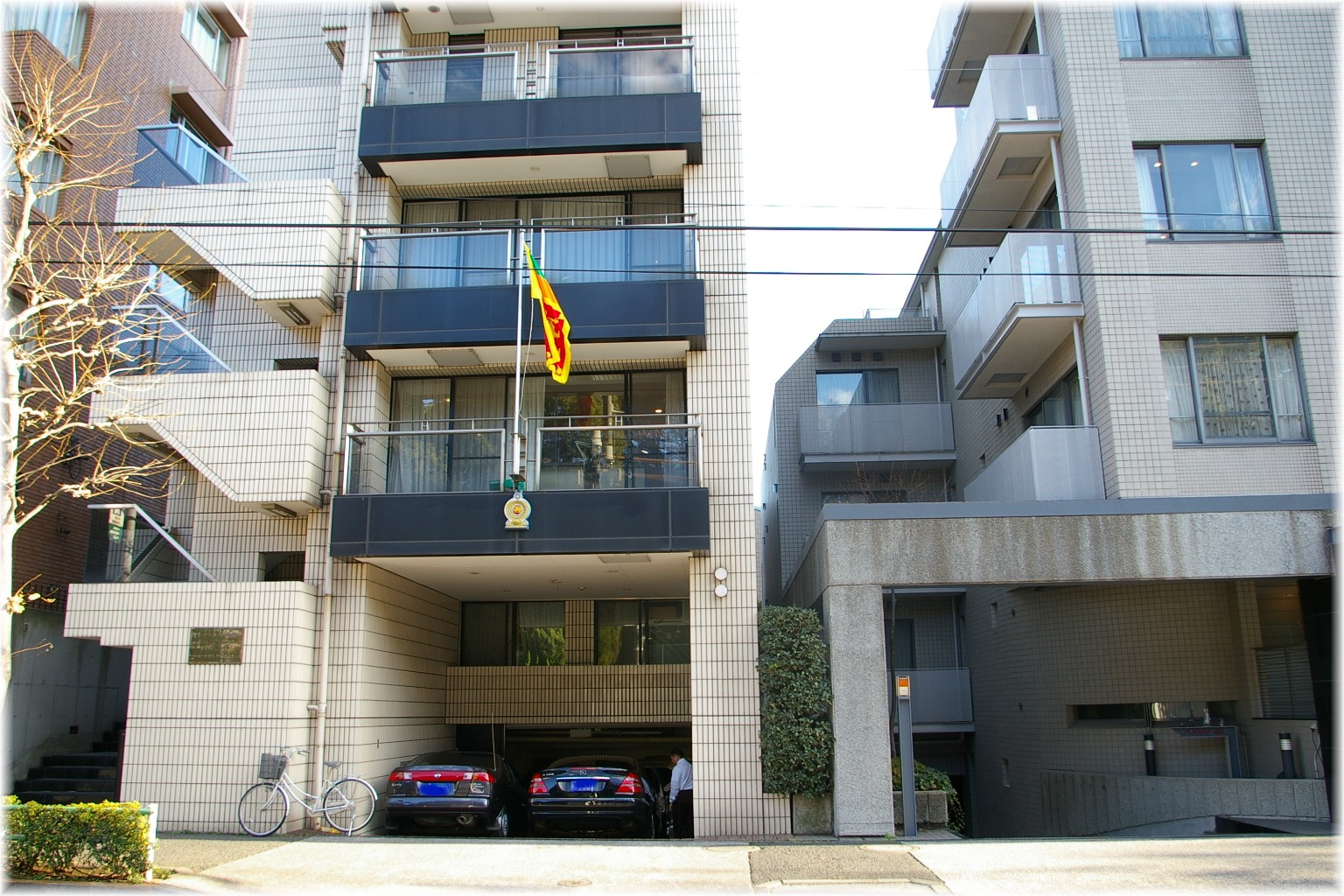
駐日大使館（東京）
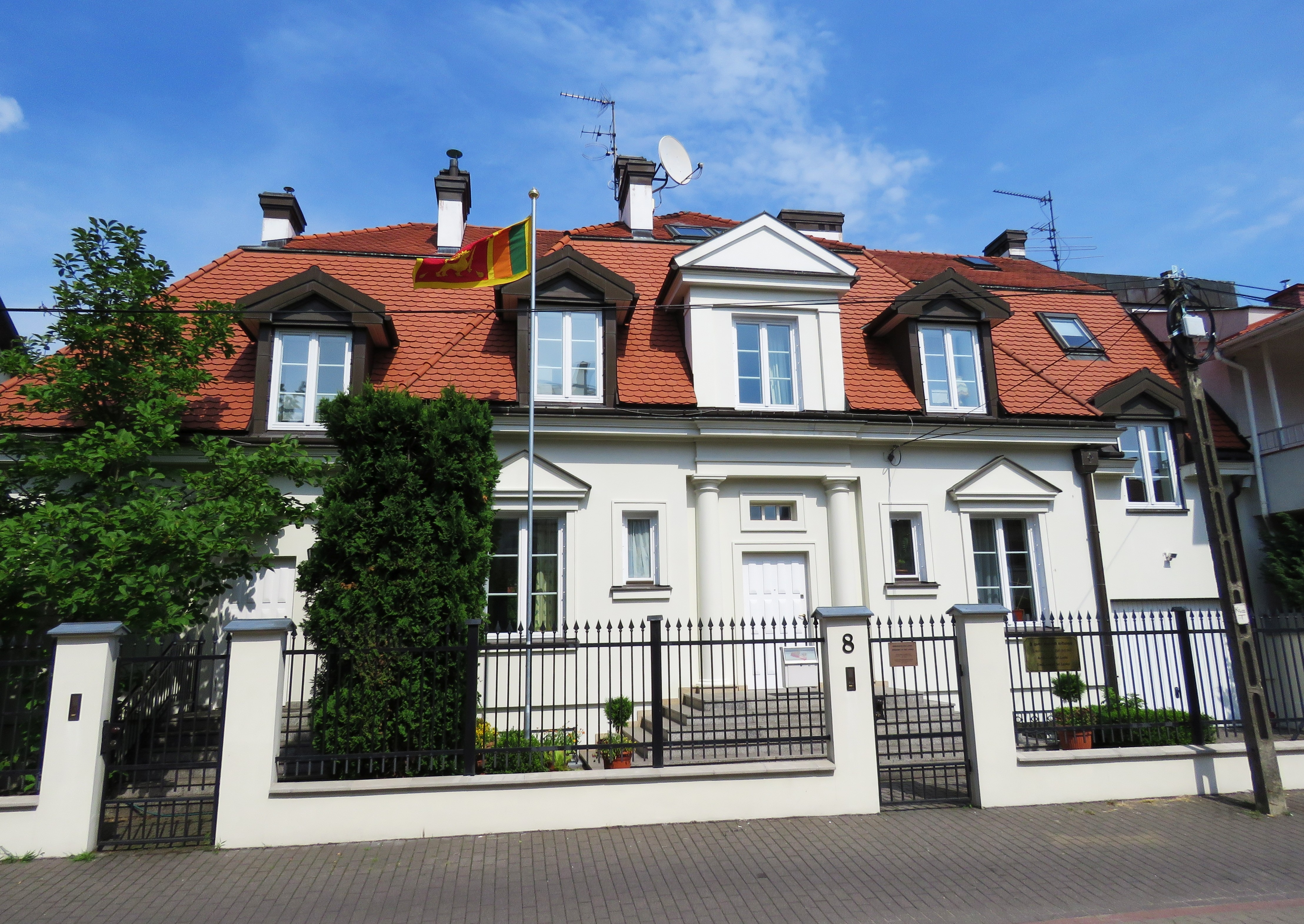
在ポーランド大使館（ワルシャワ）
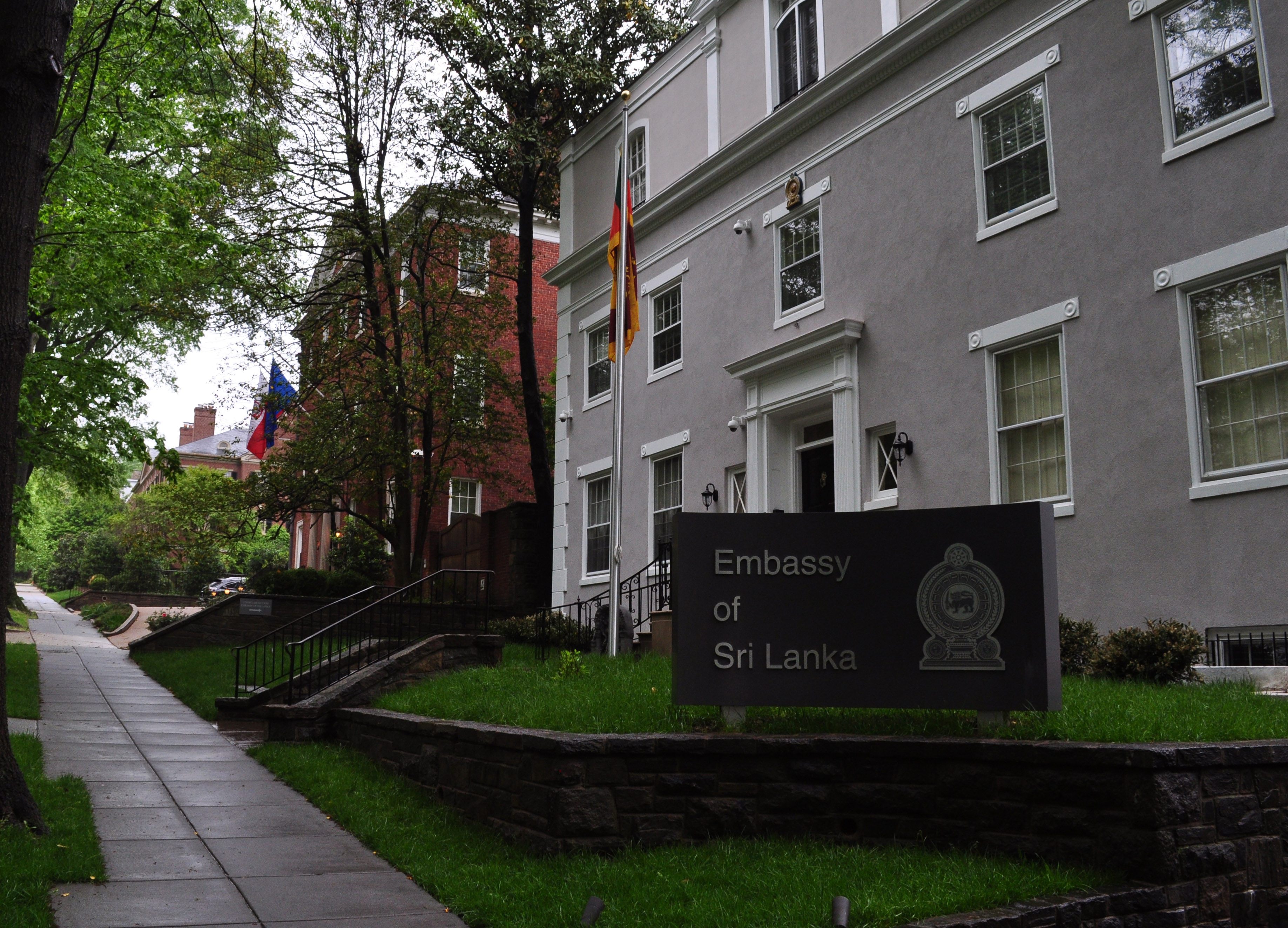
在アメリカ大使館（ワシントンD.C.